# Kecamatan Jalancagak (distrikt i Indonesien, lat -6,70, long 107,68)
Kecamatan Jalancagak är ett distrikt i Indonesien.   Det ligger i provinsen Jawa Barat, i den västra delen av landet, 110 km sydost om huvudstaden Jakarta.